# Evangelische Stadtkirche (Tann)

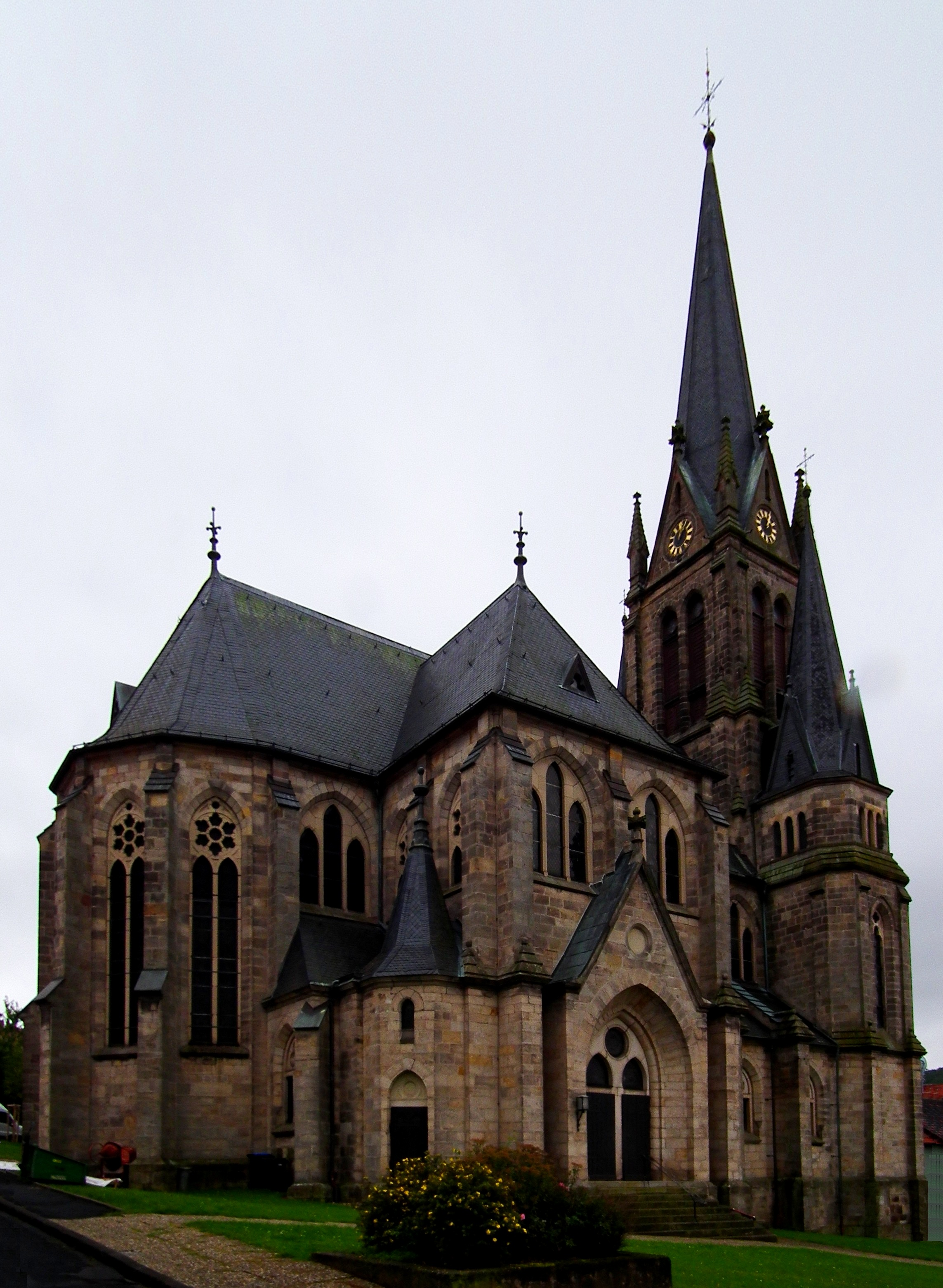
Evangelische Stadtkirche (Tann)

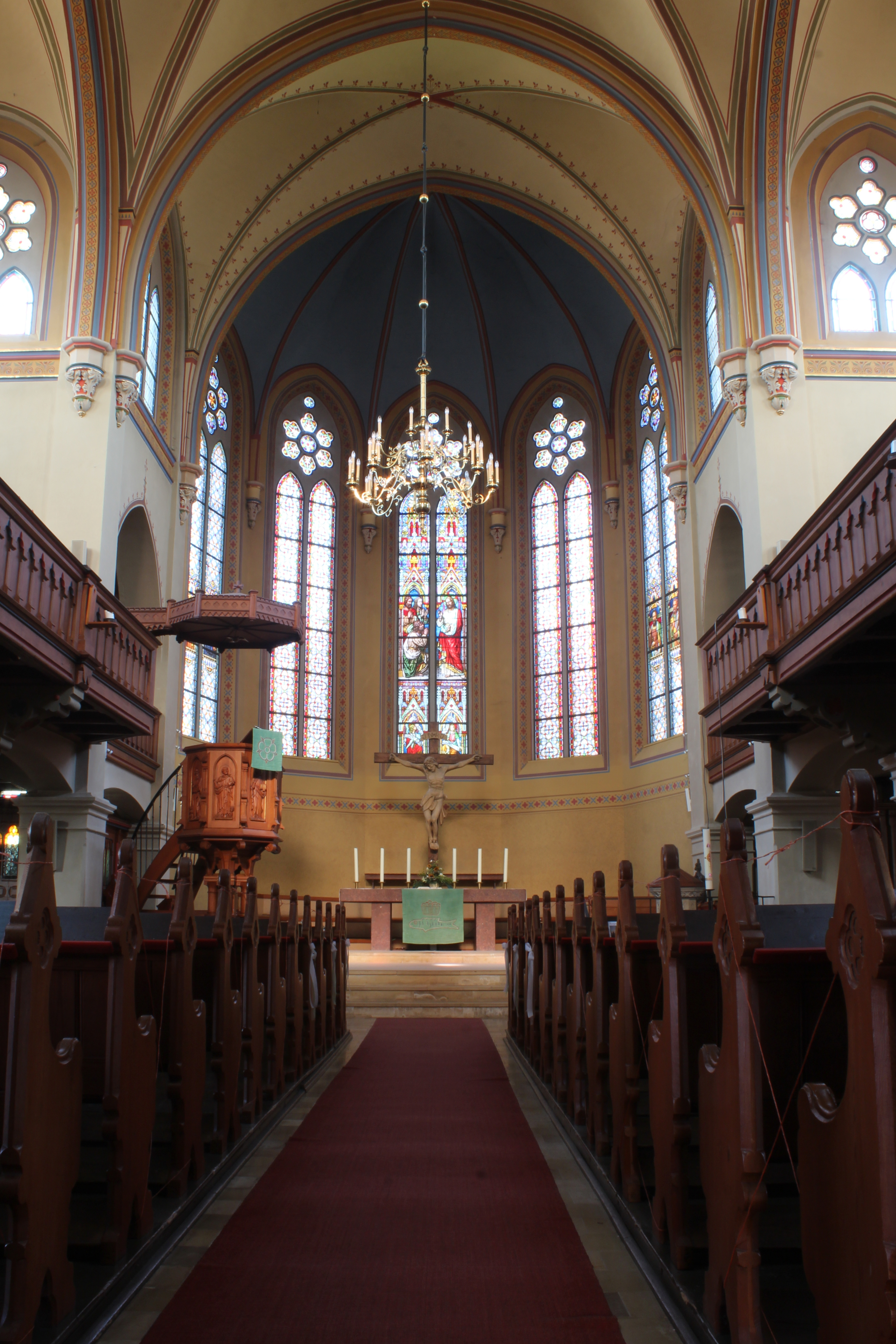
Innenraum

Die Evangelische Stadtkirche Tann ist ein denkmalgeschütztes Kirchengebäude, das in Tann steht, einer Stadt im Landkreis Fulda (Hessen). Die Kirchengemeinde gehört zum  Kirchenkreis Fulda der Evangelischen Kirche Kurhessen-Waldeck.

## Beschreibung
Bereits 1564 wurde eine Stadtkirche gebaut, die am 12. Mai 1879 dem großen Stadtbrand zum Opfer fiel. An gleicher Stelle wurde in den Jahren 1886–1889 die heutige neugotische Kreuzbasilika nach einem Entwurf von Karl Weise aus Quadermauerwerk erbaut. Zwischen dem Fassadenturm im Westen, der von Treppentürmen flankiert wird, und dem Querschiff befindet sich das Langhaus aus einem Mittelschiff und zwei Seitenschiffen aus drei Jochen. Im Osten steht der fünfseitig abgeschlossene Chor aus einem Joch. Die Wände werden von Strebepfeilern gestützt. 
Der mit Kreuzgratgewölben überspannte Innenraum hat umlaufende Emporen.

## Orgel
Die erste Orgel mit 27 Registern verteilt auf zwei Manuale und Pedal wurde 1889 von Adam Eifert gebaut. Die Disposition der Eifert-Orgel lautet wie folgt:
| I Hauptwerk |       |
| Bordun      | 16′   |
| Prinzipal   | 8′    |
| Gamba       | 8′    |
| Gemshorn    | 8′    |
| Hohlflöte   | 8′    |
| Gedackt     | 8′    |
| Oktave      | 4′    |
| Hohlflöte   | 4′    |
| Quinte      | 2 ⁄3′ |
| Oktave      | 2′    |
| Mixtur II-V |       |
| Trompete    | 8′    |

| II Oberwerk      |     |
| Lieblich Gedackt | 16′ |
| Geigenprinzipal  | 8′  |
| Traversflöte     | 8′  |
| Salicional       | 8′  |
| Gedackt          | 8′  |
| Oktave           | 4′  |
| Flauto Dolce     | 4′  |
| Gedackt          | 4′  |
| Cornett III      |     |

| Pedal C–     |     |
| Prinzipalbaß | 16′ |
| Subbaß       | 16′ |
| Oktavenbaß   | 8′  |
| Violoncello  | 8′  |
| Oktave       | 4′  |
| Posaune      | 16′ |

- Koppeln: II/I, I/P

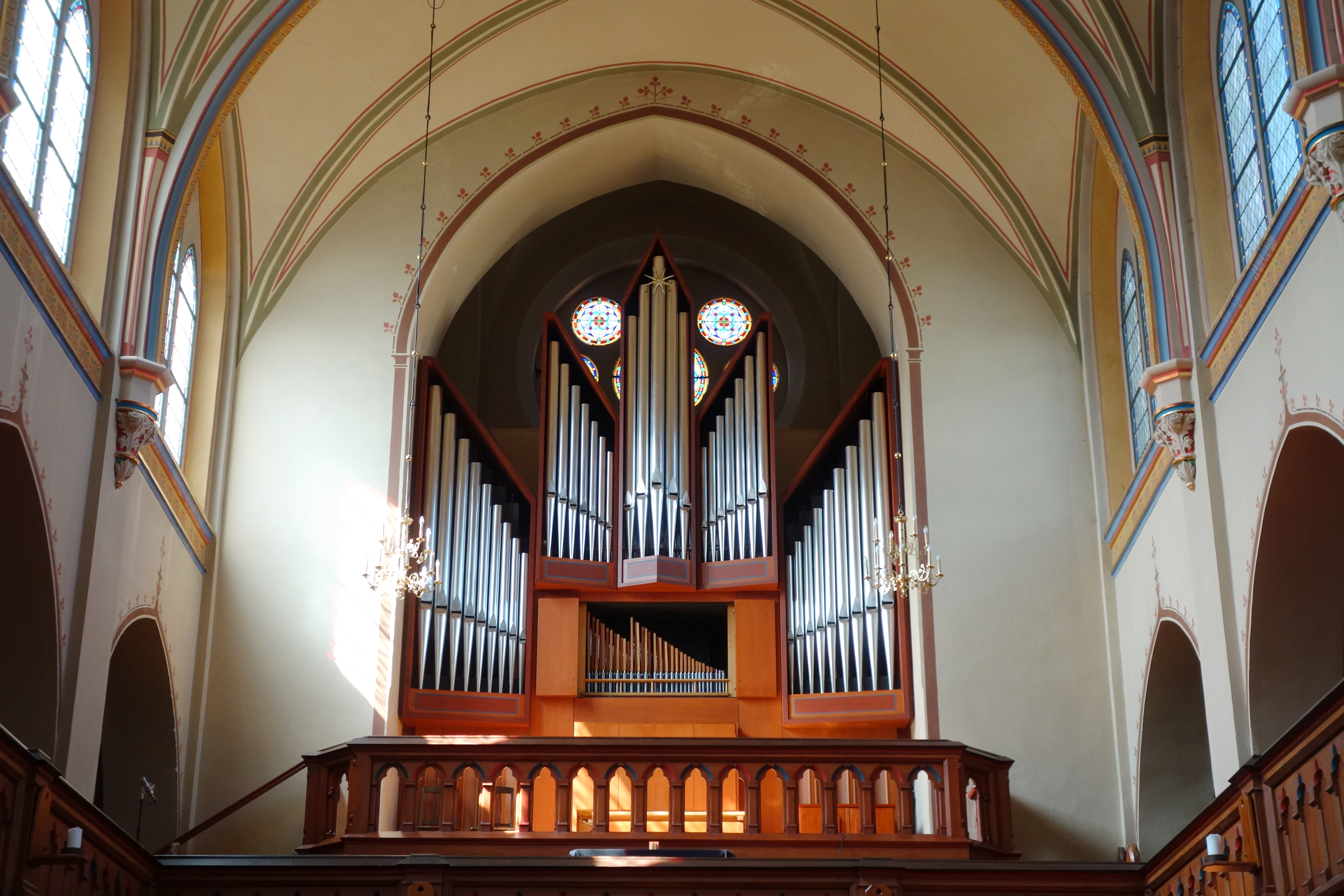
Noeske-Orgel von 1971

1971 wurde eine neue Orgel mit 36 Registern verteilt auf drei Manuale und Pedal von Dieter Noeske eingebaut. 2001 wurde diese Orgel durch Hoffmann Orgelbau restauriert. Die Disposition der Noeske-Orgel lautet wie folgt:
| I Hauptwerk C–g3 |            |
| Koppelflöte      | 16′        |
| Prinzipal        | 8′         |
| Rohrflöte        | 8′         |
| Oktave           | 4′         |
| Blockflöte       | 4′         |
| Waldflöte        | 2′         |
| Rauschwerk II    | 2 ⁄3′ + 2′ |
| Mixtur IV–VI     | 1 ⁄3′      |
| Trompete         | 8′         |

| II Schwellwerk C–g3   |       |
| Koppelflöte           | 8′    |
| Spitzgamba            | 8′    |
| Unda Maris            | 8′    |
| Flûte Douce           | 4′    |
| Nasat                 | 2 ⁄3′ |
| Italienisch Prinzipal | 2′    |
| Mixtur III–IV         | 1′    |
| Fagott                | 16′   |
| Französische Oboe     | 8′    |
| Tremulant             |       |

| III Brustwerk C–g3 |                |
| Gedackt            | 8′             |
| Spillpfeife        | 4′             |
| Prinzipal          | 2′             |
| Quinte             | 1 ⁄3′          |
| Sifflöte           | 1′             |
| Aliquot II         | 1 3⁄5′ + 1 ⁄7′ |
| Scharf III         | 2⁄3′           |
| Holzkrummhorn      | 8′             |
| Tremulant          |                |

| Pedal C–f1         |        |
| Untersatz          | 16′    |
| Gedacktpommer      | 16′    |
| Prinzipalbaß       | 8′     |
| Gedacktbaß         | 8′     |
| Nachthorn          | 4′     |
| Hohlflöte          | 2′     |
| Baßsesquialtera II | 5 1⁄3′ |
| Hintersatz IV      | 2′     |
| Posaune            | 16′    |
| Clairon            | 4′     |

- Koppeln: II/I, III/I, III/II, I/P, II/P, III/P
- Spielhilfen: zwei Freie Kombinationen, Organo Pleno

## Geläute
Im Glockenstuhl hängen vier Kirchenglocken:
| Schlagton | Inschrift |
| --------- | --- |
| e′        | + MICH GOSS MEISTER BENJAMIN GRÜNINGER WILLINGEN-NEU-ULM 1949. + + ICH BIN DIE AUFERSTEHUNG UND DAS LEBEN + TOTENGLOCKE FÜR TANN RHÖN. + |
| g′        | + HALTET AN AM GEBET + BETGLOCKE FÜR TANN RHÖN. +                                                                                        |
| a′        | + TUT BUSSE DAS HIMMELREICH IST NAHE HERANGEKOMMEN + BEICHTGLOCKE FÜR TANN RHÖN. +                                                       |
| c′        | + AUF DASS WIR FRIEDEN HÄTTEN + TAUFGLOCKE FÜR TANN RHÖN +                                                                               |